# Zaczarowana ręka
Zaczarowana ręka (fr.ː La Main enchantée) – opowiadanie fantastyczne Gérarda de Nerval z 1832 roku.

## Okoliczności powstania utworu
Utwór ukazał się 24 września 1832 roku w Le Cabinet de lecture pod tytułem La Main de gloire : histoire macaronique. Wydany ponownie w 1852 roku w zbiorze La Bohème galante ukazał się pod tytułem, pod którym znany jest obecnie.

## Treść
Jest rok 1607. Młody sukiennik Eustachy Bouteroue spotyka na Pont Neuf kuglarza Gonin. Ten odgaduje z kart, że Eustachy stracił ojca i matkę, że od sześciu lat handluje suknem w Halach, a jego pryncypał przyrzekł mu rękę jedynej córki i sklep. Nadto przepowiada mu, że zajdzie wysoko i umrze większy niż jest. Eustachemu, który spodziewa się, że zostanie co najmniej syndykiem sukienników, wyjaśnia, że wróżba oznacza, że zawiśnie na szubienicy.
Powróciwszy do Hal Eustachy zastaje swą przyszłą żonę Javotte Goubard rozmawiającą z młodym żołnierzem, arkebuzerem, nie widzianym od kilku lat kuzynem Józefem. Józef zamieszkuje ku strapieniu Eustachego w domu Goubardów i nie zamierza się z niego wyprowadzać nawet po ślubie Eustachego i wyjeździe jego teścia. Któregoś wieczora zirytowany Eustachy rygluje drzwi. Pijany arkebuzer nie mogąc się dostać drzwiami, próbuje sforsować okno. Dochodzi do szamotaniny pomiędzy nim i Eustachym podczas której kupiec wyzywa go na pojedynek. Otrzeźwiawszy rankiem Eustachy postanawia nie stawać do pojedynku. Wysłany przez Józefa towarzysz broni oznajmia mu jednak, że jeśli nie zjawi się jutro na oznaczonym miejscu, kuzyn żony obetnie mu uszy.
Niepocieszony Eustachy udaje się po pomoc do mistrza Gonin. Ten obiecuje mu za sto talarów maść, która sprawi, że jego ręka pokona każdego szermierza. Zgadza się też poczekać na zapłatę dziesięć dni. Z ręką wysmarowaną tajemniczą maścią Eustachy stawia się na placu boju i nim jeszcze pojedynek na dobre się rozpoczął przygważdża przeciwnika rapierem do ziemi. Przerażony ucieka i przez następne dni nie potrafi nawet zasnąć spodziewając się w każdej chwili, że zostanie aresztowany. W końcu postanawia udać się do zaprzyjaźnionego z panem Goubard sędziego. Wyznaje mu wszystko, a sędzia obiecuje mu pomóc. Kiedy jednak wychodzi jego ręka wymierza gospodarzowi siarczysty policzek. A ledwo udaje mu się go przeprosić – drugi. Przez kolejne kilka minut obydwaj mężczyźni gonią się dookoła stołu, a ręka Eustachego bije sędziego po twarzy. W końcu Eustachy zostaje pojmany przez strażników i osadzony w więzieniu pod zarzutem zabójstwa i obrazy funkcjonariusza publicznego.
Oczekującego na wyrok i śmierć Eustachego odwiedza mistrz Gonin. Pociesza go, że w porównaniu z ludźmi, którzy muszą bać się swej śmierci przez wiele lat, jemu pozostało już tylko kilkadziesiąt godzin. Wyjaśnia mu też, że niestety, nie może go uwolnić, gdyż potrzebna jest do tego zasuszona w odpowiedni sposób ręka zakupiona wcześniej od wisielca, którą zwą ręką chwały. Eustachy uświadamia sobie, że ponieważ nie zapłacił umówionych stu talarów, właścicielem jego ręki stał się Gonin. Dwa dni później, kiedy Eustachy zostaje przykładnie powieszony, jego ręka zaczyna tańczyć. Rozeźlony kat odcina ją od ciała. Ręka zeskakuje na plac, przebiega go, wspina się po murze kamienicy i niknie w oknie mistrza Gonin.

## Analiza utworu
Utwór jest pastiszem twórczości Hoffmana. Nerval zaskakuje w nim konkretnością historycznych realiów i postaci oraz lekko kpiarskim tonem. Ogólnego nastroju nie zakłóca nawet makabryczny finał opowiadania ujęty w hoffmanowski schemat realizmu i fantazji.